# Regering-Sánchez III
De regering-Sánchez III is sinds 21 november 2023 de Spaanse regering onder leiding van minister-president Pedro Sánchez. Het is een minderheidsregering gevormd door een coalitie tussen de socialistische partij PSOE en de linkse verzamelfractie Sumar. De ministerraad is in principe aangesteld voor de duur van de vijftiende legislatuurperiode, en is officieel in dienst sinds 21 november 2023, een dag na de publicatie van de samenstelling van deze regering in het BOE. 
| Ambtsbekleder                    | Ambtsbekleder            | Ambtsbekleder                   | Functie                                                                      | Ambtstermijn     | Ambtstermijn | Partij            |
| Premier                          | Premier                  | Premier                         | Premier                                                                      | Premier          | Premier      | Premier           |
| -------------------------------- | ------------------------ | ------------------------------- | ---------------------------------------------------------------------------- | ---------------- | ------------ | ----------------- |
|                                  | Pedro Sánchez            | Pedro Sánchez (1972)            | Premier                                                                      | 21 november 2023 | heden        | PSOE              |
| Vice-premiers (tevens ministers) |                          |                                 |                                                                              |                  |              |                   |
|                                  | Nadia Calviño            | Nadia Calviño (1968)            | Eerste vice-premier minister van Economische Zaken, Handel en Bedrijfsleven  | 21 november 2023 | heden        | O                 |
|                                  | Yolanda Díaz             | Yolanda Díaz (1971)             | Tweede vice-premier Minister van Arbeid en Sociale Zaken                     | 21 november 2023 | heden        | Sumar             |
|                                  | Teresa Ribera            | Teresa Ribera (1969)            | Derde vice-premier Minister van Groene Transitie en Demografische Uitdaging  | 21 november 2023 | heden        | PSOE              |
|                                  | María Jesús Montero      | María Jesús Montero (1966)      | Vierde vice-premier Minister van Financiën en Overheid                       | 21 november 2023 | heden        | PSOE              |
| Ministers                        |                          |                                 |                                                                              |                  |              |                   |
|                                  | Félix Bolaños            | Félix Bolaños (1975)            | Minister van het Presidentschap                                              | 21 november 2023 | heden        | PSOE              |
|                                  | Fernando Grande-Marlaska | Fernando Grande-Marlaska (1962) | Minister van Binnenlandse Zaken                                              | 21 november 2023 | heden        | O                 |
|                                  | José Manuel Albares      | José Manuel Albares (1972)      | Minister van Buitenlandse Zaken                                              | 21 november 2023 | heden        | PSOE              |
|                                  | Margarita Robles         | Margarita Robles (1956)         | Minister van Defensie                                                        | 21 november 2023 | heden        | O                 |
|                                  | Mónica García Gómez      | Mónica García (1974)            | Minister van Volksgezondheid                                                 | 21 november 2023 | heden        | MM                |
|                                  | Pilar Alegría            | Pilar Alegría (1977)            | Minister van Onderwijs, Beroepsvorming en Sport Woordvoerder van de regering | 21 november 2023 | heden        | PSOE              |
|                                  | Jordi Hereu              | Jordi Hereu i Boher (1965)      | Minister van Industrie en Toerisme                                           | 21 november 2023 | heden        | PSC               |
|                                  | Luis Planas              | Luis Planas (1952)              | Minister van Landbouw, Visserij en Voedselvoorziening                        | 21 november 2023 | heden        | PSOE              |
|                                  | Óscar Puente Santiago    | Óscar Puente Santiago (1968)    | Minister van Transport en Duurzame Mobiliteit                                | 21 november 2023 | heden        | PSOE              |
|                                  | Isabel Rodríguez García  | Isabel Rodríguez García (1981)  | Minister van Volkshuisvesting en Stedelijke agenda                           | 21 november 2023 | heden        | PSOE              |
|                                  | Ernest Urtasun           | Ernest Urtasun (1982)           | Minister van Cultuur                                                         | 21 november 2023 | heden        | Catalunya en Comú |
|                                  | Ángel Víctor Torres      | Ángel Víctor Torres (1966)      | Minister van Territoriale politiek en Democratisch Geheugen                  | 21 november 2023 | heden        | PSOE              |

Consitutieve legislatuur: Suárez II (1977-1979) · 
Legislatuur I: Suárez III (1979-1981), Calvo-Sotelo (1981-1982)  · 
Legislatuur II: González I (1982-1986) · 
Legislatuur III: González II (1986-1989) · 
Legislatuur IV: González III (1989-1993) · 
Legislatuur V: González IV (1993-1996) · 
Legislatuur VI: Aznar I (1996-2000) · 
Legislatuur VII: Aznar II (2000-2004) · 
Legislatuur VIII: Zapatero I (2004-2008) · 
Legislatuur IX: Zapatero II (2008-2011) · 
Legislaturen X en XI: Rajoy I (2011-2016) · 
Legislatuur XII: Rajoy II (2016-2018), Sánchez I (2018-2019) · 
Legislatuur XIII: Sánchez I (2019-2020)
Legislatuur XIV: Sánchez II (2020-2023) · 
Legislatuur XI: Sánchez III (2023-heden)